# Selenocephalus zagrosicus
Selenocephalus zagrosicus är en insektsart som beskrevs av Dlabola 1974. Selenocephalus zagrosicus ingår i släktet Selenocephalus och familjen dvärgstritar. Inga underarter finns listade i Catalogue of Life.